# Dessel
Dessel ist eine Gemeinde in den Kempen in der belgischen Provinz Antwerpen. Sie beheimatet eine Produktionsanlage für Kernbrennstoffe der Firma FBFC.

## Kultur
In Dessel findet jährlich das Metal-Festival Graspop Metal Meeting statt.

## Söhne der Gemeinde
- Valerius Andreas (1588–1655), Literaturhistoriker und Rechtswissenschaftler
- Karel Ooms (1845–1900), belgischer Maler
- Steven Wong (* 1988), Radrennfahrer aus Hongkong

## Weblinks

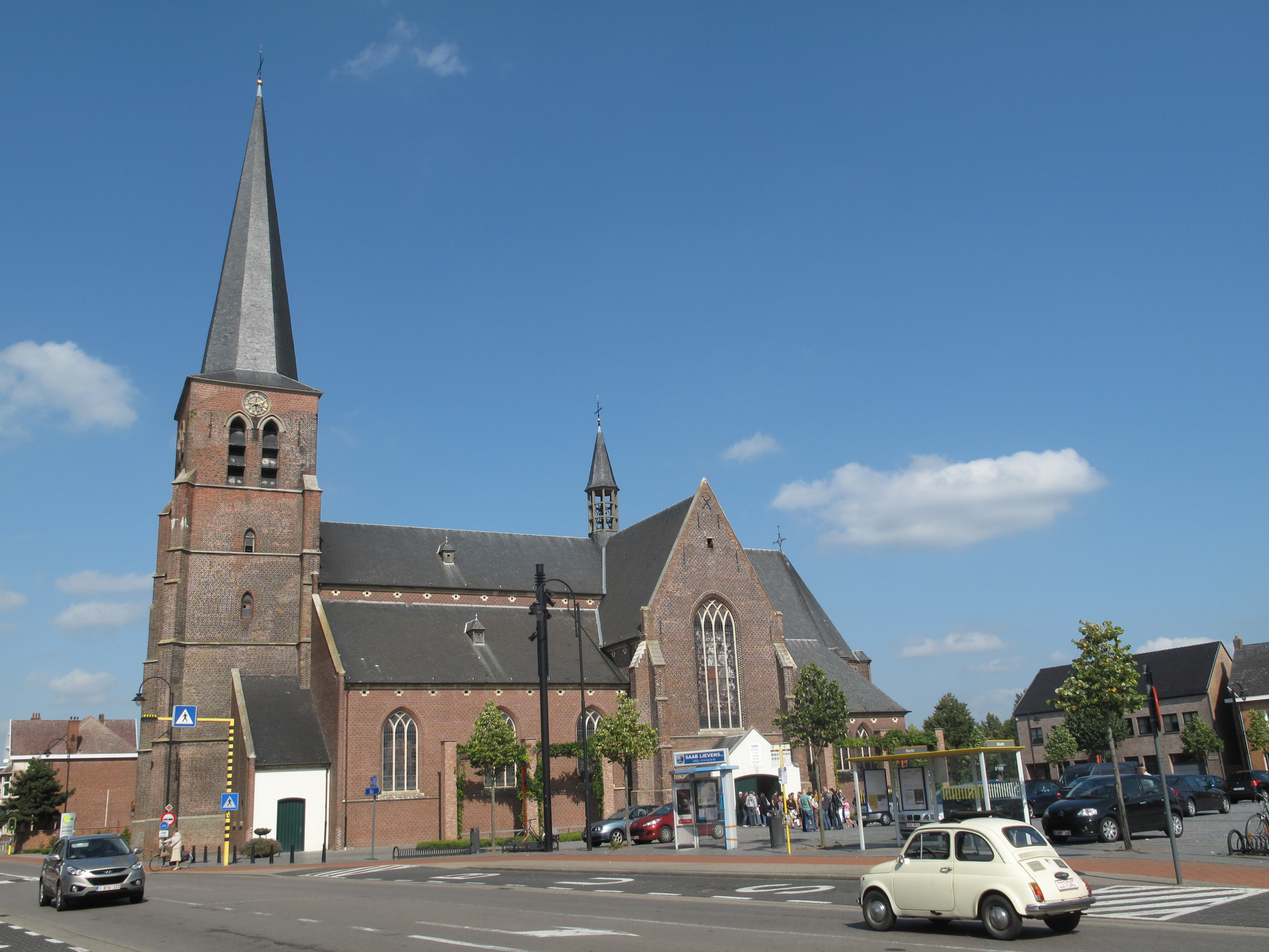
Dessel, Kirche: parochiekerk Sint Niklaas